# Весна Пусич
Ве́сна Пу́сич (хорв. Vesna Pusić; нар. 25 березня 1953, Загреб, Хорватія) — хорватська політична діячка, одна з найвизначніших представниць ліберальної Хорватської народної партії. Обіймала посаду міністра закордонних і європейських справ Хорватії в лівоцентристському уряді Зорана Мілановича з 23 грудня 2011 до 22 січня 2016 та посаду першого заступника прем'єр-міністра з 16 листопада 2012 до 22 січня 2016.
Включилась у політичну діяльність на початку 1990-х, три строки поспіль була депутатом Сабору, будучи обраною на виборах 2000, 2003 та 2007 років. Крім того, змагалася за посаду Президента на виборах 2009—2010 років як кандидатка від ХНП-ЛД, вийшовши на п'яте місце з 7,25 відсотка голосів. Під час свого третього депутатського строку в 2008—2011 рр. очолювала парламентську комісію з відстеження просування переговорів про вступ Хорватії в Євросоюз.
Відома як яскраво виражений ліберал і затята прибічниця європейської інтеграції, гендерної рівності та прав ЛГБТ.

## Життєпис
Весна Пусич народилася в Загребі, в родині професора факультету права Загребського університету Евґена Пусича. Її мати Вішня була професором англійської мови, а брат Зоран — відомий активіст руху за громадянські права і мир.
У 1971 році закінчила гімназію, а в 1976 — філософський факультет Загребського університету, де вивчала соціологію та філософію.
З 1975 по 1979 рік була членом Міжнародної дослідницької групи, що проводила наукові дослідження з промислової демократії в Європі. З 1976 по 1978 рік працювала науковим співробітником Інституту соціології Люблянського університету.
З 1978 року працює на кафедрі соціології філософського факультету Загребського університету та викладає курси з теорії промислової демократії та соціології політики. На цьому самому факультеті в 1984 році здобула докторський ступінь з соціології, а в 1988 стала штатним професором.
У 1978 році Пусич була однією з сімох жінок, які започаткували першу феміністську організацію СФР Югославії Žena i društvo (Жінка і суспільство), наразившись на запеклу критику з боку тогочасної комуністичної влади.
У 1990 р. Весна Пусич виступила одним із 28 членів-засновників Хорватської народної партії (хорв. Hrvatska narodna stranka) після участі в Коаліції народної згоди (хорв. Koalicija narodnog sporazuma), блоці поміркованих націоналістичних і ліберальних партій, сформованому напередодні перших багатопартійних виборів у Хорватії, що відбулися 22 квітня 1990 року. В 1992 році залишила партійну діяльність, але повернулася до тієї самої партії в 1997 році і згодом стала її головою, пробувши на чолі партії з 2000 по 2008 рік. Вперше потрапила в парламент в результаті виборів 2000 року.
У 1992 році Пусич була однією із засновниць і директоркою неурядового, позапартійного аналітичного центру з питань культури демократії Erasmus Guild, а також видавцем і редактором журналу Erasmus, приділяючи особливу увагу різноманітним питанням перехідного періоду в Хорватії, країнах колишньої Югославії та Східної Європи. Центр припинив діяльність у 1998 році.
У 2005 і 2008 роках призначалася керівником Національного комітету у справах переговорів з ЄС, органом, який курує перемовини про вступ Хорватії в ЄС, та складається з членів парламенту, а також представників Президента, наукових кіл та роботодавців і представників профспілок.
У 2006 і 2008 роках Пусич займала пост віце-голови Європейської партії ліберальних демократів і реформаторів.
Пусич викладала в Чиказькому університеті, в університеті Корнелла (Нью-Йорк), а також у методистському Американському університеті (Вашингтон, округ Колумбія) та Міжнародному центрі підтримки науковців ім. Вудро Вільсона.
Пусич мешкає з чоловіком у Загребі. Її дочка в наш час[коли?] живе в Лондоні і вивчає кіновиробництво за програмою підготовки магістрів у престижній Лондонській кіношколі.
Весна Пусич дуже популярна серед хорватських представників ЛГБТ. У 2011 році учасники щорічного гей-параду в Загребі Zagreb Pride нагородили її титулом «Людина десятиліття, лояльна до секс-меншин». Вона регулярно присутня на цьому гей-параді.